# Comuna Novoserhiivka, Baștanka
Novoserhiivka (în ucraineană Новосергіївка) este o comună în raionul Baștanka, regiunea Mîkolaiiv, Ucraina, formată din satele Horojene, Novohorojene, Novoserhiivka (reședința), Tarasivka și Zelenîi Hai.

## Demografie
Componența lingvistică a comunei Novoserhiivka
     Ucraineană (90,85%)
     Rusă (5,03%)
     Română (1,55%)
     Alte limbi (0,9%)
Conform recensământului din 2001, majoritatea populației comunei Novoserhiivka era vorbitoare de ucraineană (90,85%), existând în minoritate și vorbitori de rusă (5,03%) și română (1,55%).